# Nicolas Froment
Nicolas Froment (cap a 1435, Usès – cap a 1486, Avinyó) és un pintor francès l'origen del qual és debatut. Podria ser oriünd d'Usés, a la França meridional, però segons altres hipòtesis el seu origen podria trobar-se a la Picardia. La seva primera obra documentada és la Resurrecció de Llàtzer, datada el 1461 i conservada als Uffizi de Florència. Va ser realitzada als Països Baixos. Posteriorment es va establir a Avinyó on apareix documentat el 1468. L'última menció de Froment en la documentació és de 1483 i es creu que devia morir poc després.
Va treballar al servei del rei Renat d'Anjou per al qual va pintar la seva obra mestra, el tríptic de l'esbarzer ardent (1475-1476), conservat a la catedral de Sant Salvador d'Ais de Provença. En aquesta mateixa catedral es conserva una altra obra que també li és atribuïdaː la taula de Sant Mitre.
Se li atribueix així mateix el Diptic Matheron conservat al Museu del Louvre, el qual conté un retrat del rei Renat d'Anjou.
El seu estil resulta clarament influït per la pintura flamenca i és un bon testimoni de la penetració d'aquesta a l'Europa meridional. també representada per altres obres com el tríptic de l'Anunciació d'Ais o les pintures d'Enguerrand Charonton.